# Gabriel Tripier de Lozé
Gabriel Tripier de Lozé (14 mai 1789, Oisseau - 28 juin 1856, La Haie-Traversaine), est un homme politique français.

## Biographie

### Origine
Les Tripier sont une famille mayennaise, à laquelle appartenait sans doute, pour l'Abbé Angot, Alexandre Tripier qui épousa en 1532 Louise de Bonnais, fille du seigneur de Gerennes. Les différentes branches se titrent de l'Aubrière, de la Frênaie, de la Grange, de Lozé. Un grand nombre de ses membres eurent des charges de magistrature à Mayenne. Gabriel Tripier de Lozé est le fils de Gabriel-François-Robert Tripier de Lozé, garde du corps en 1782, qui servit dans l'armée des Princes, passa en Angleterre, revint en France, parut dans la Chouannerie, et mourut en 1814.

### Carrière politique
Gabriel Tripier de Lozé entra dans les gardes du corps de Louis XVIII, en 1814. Propriétaire dans son pays natal et d'opinion royaliste, il fut élu aux Élections législatives de 1849, représentant de la Mayenne à l'Assemblée législative. Il siégea à droite et vota avec la majorité monarchiste pour l'expédition de Rome, pour la loi Falloux-Parieu sur l'enseignement, pour la loi restrictive du suffrage universel.
Il quitta la vie politique au coup d'État de 1851 et refusa de prêter serment au Second Empire et revint présider à la création et à l'organisation de sa paroisse et commune de la Haie-Traversaine, où il est mort le 28 juin 1856.

## Sources
- Registre paroissial de Mayenne.
- Alm. Bernard, manuscrit.
- Albert Grosse-Duperon, Souvenirs du Vieux-Mayenne, p. 317.
- Cabinet Esnault.
- Archives départementales de la Sarthe, B. 556.
- Archives départementales de l'Orne, H. 465.
- Léon de la Sicotière, Vie de Louis de Frotté, t. II, p. 571, 669.
- Archives départementales de la Mayenne, B. 1.378, 1.592, 1.602, 1.625, 1.629, 1.639, 1.727, 1.952, 2.262, 2.404 ; L. 65.
- Queruau-Lamerie, note manuscrite.
- « Gabriel Tripier de Lozé », dans Adolphe Robert et Gaston Cougny, Dictionnaire des parlementaires français, Edgar Bourloton, 1889-1891 [détail de l’édition]
- « Gabriel Tripier de Lozé », dans Alphonse-Victor Angot et Ferdinand Gaugain, Dictionnaire historique, topographique et biographique de la Mayenne, Laval, A. Goupil, 1900-1910 [détail des éditions] (BNF 34106789, présentation en ligne)